# Wiener Katzen-Musik

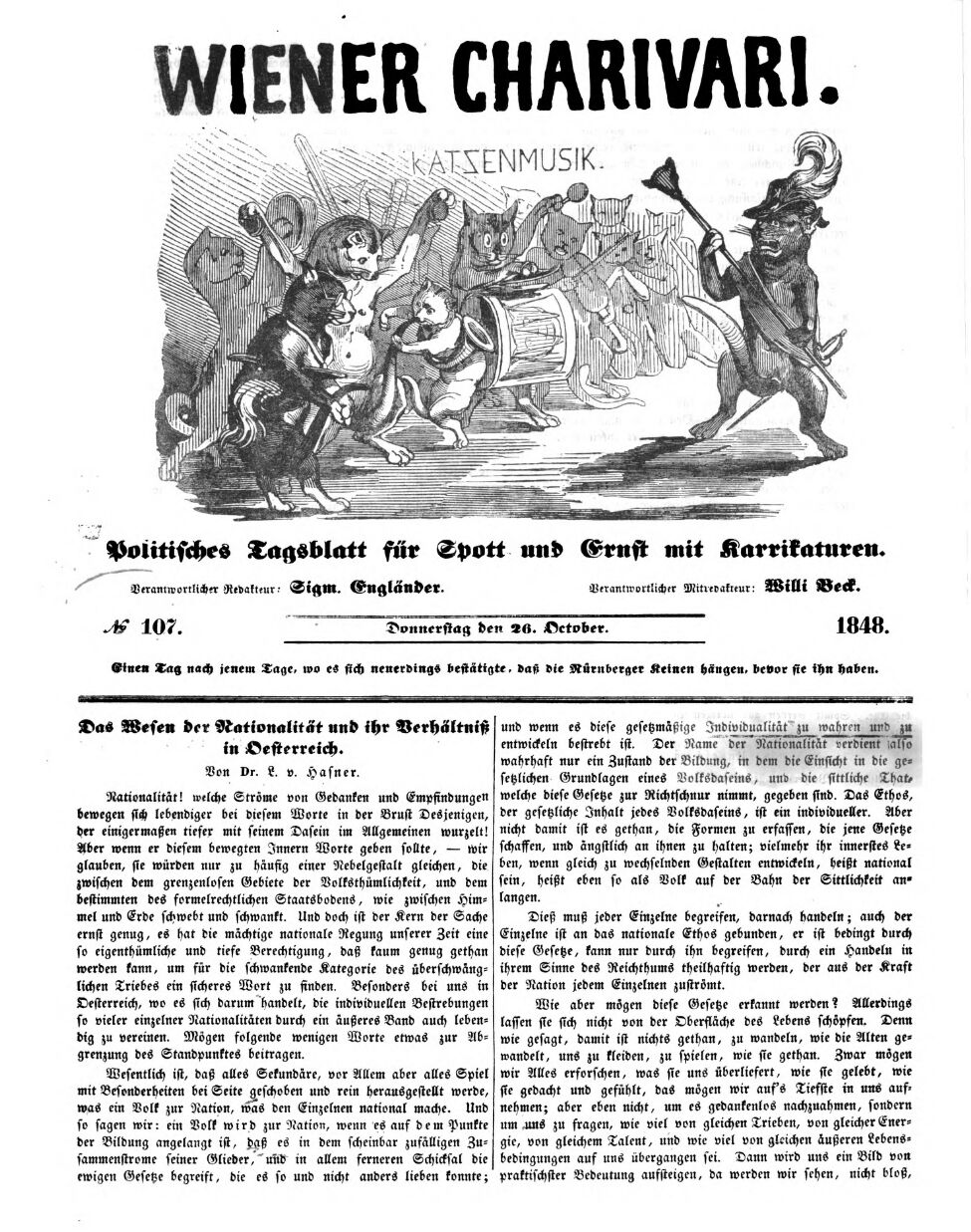
Letzte gedruckte Ausgabe vom 26. Oktober 1848

Die Wiener Katzen-Musik (Charivari). war eine österreichische Zeitschrift, die erstmals am 9. Juni 1848 und das letzte Mal am 26. Oktober 1848 erschien. Der Untertitel lautete Politisches Tagsblatt für Spott und Ernst mit Karrikaturen. Die Wiener Katzen-Musik erschien pro Woche mindestens viermal. Der Verlag der Zeitschrift war Stockholzer (Dorotheergasse 1108). Das Blatt hatte das Format 4°. Erscheinungsort war Wien. Die beiden Herausgeber waren Sigmund Engländer und Willi Beck. In der ersten Ausgabe nannten sie sich Verantwortl. Kapellmeister: Sigm. Engländer. Verantwortl. Orchester-Director: Willi Beck.
Ab der Ausgabe 39 am 2. August wurde der Titel geändert auf Wiener Charivari: politisches Tagsblatt für Spott und Ernst mit Karrikaturen. An dem Tag schrieb Miau von Miauenthal den Leitartikel Unser Reichstag und der Adel.
Die beiden Redakteure wurden politisch verfolgt, woraufhin Engländer ins Ausland floh. Wilhelm Beck wurde zu zwei Monaten Gefängnis verurteilt.